# Jusheyhoea moseri
Jusheyhoea moseri is een eenoogkreeftjessoort uit de familie van de Chondracanthidae. De wetenschappelijke naam van de soort is voor het eerst geldig gepubliceerd in 1991 door Kabata.